# エミリア・アントウェルピアナ・ファン・ナッサウ
エミリア・アントウェルピアナ・ファン・ナッサウ（オランダ語：Emilia Antwerpiana van Nassau, 1581年12月9日 - 1657年9月28日）は、プファルツ＝ランツベルク公フリードリヒ・カジミールの妃。

## 生涯
エミリア・アントウェルピアナはオラニエ公ウィレム1世とシャルロット・ド・ブルボン＝ヴァンドームの間に生まれた。父ウィレム1世の成人した子供たちの中では末子であった。1593年に同母の長姉ルイーゼ・ユリアナが結婚したとき、エミリア・アントウェルピアナは姉と共に住むためにハイデルベルクに向かった。彼女は美しくもなくお金もなかったため、当時の王女としては遅い年齢まで未婚のままであった。
1616年7月14日、エミリア・アントウェルピアナはプファルツ＝ランツベルク公フリードリヒ・カジミール（1585年 - 1645年）と結婚し、夫妻はランツベルクに居を構えた。
1621年、エミリア・アントウェルピアナとフリードリヒ・カジミールは、三十年戦争中にランツベルクからストラスブールへ逃れなければならなかった。この逃亡は長年にわたる経済問題を引き起こし、エミリア・アントウェルピアナは長年にわたって自分の相続分を手に入れようとして兄姉たちに金の無心をした。姉シャルロッテ・ブラバンティナは、最終的にエミリア・アントウェルピアナがフランスのモンフォール城に住めるように手配した。
1648年のヴェストファーレン条約の後、エミリア・アントウェルピアナは最終的にランツベルクに戻ることができた。

## 子女
夫妻の間には3子が生まれた。
- フリードリヒ（1617年） - 生後1日で死去
- フリードリヒ・ルートヴィヒ（1619年 - 1681年） - プファルツ＝ツヴァイブリュッケン公
- カール・ハインリヒ（1622年 - 1623年） - 早世